# Praška pomlad
Praška pomlad (češko Pražské jaro, slovaško Pražská jar) je bilo obdobje politične liberalizacije na Češkoslovaškem v času sovjetske dominacije nad njo po drugi svetovni vojni. Začela se je  5. januarja 1968 ob prihodu reformista Aleksandra Dubčka na oblast, končala pa 21. avgusta 1968 z vdorom sovjetskih čet in njenih zaveznikov v Varšavskem paktu na Češkoslovaško.
Reforme praške pomladi so bile poskus zagotoviti dodatne državljanske pravice v smislu delne decentralizacije gospodarstva in demokratizacije. Med svoboščinami so bile med drugim omenjene tudi ukinitev omejitev tiska, govora in gibanja. Dubček je prav tako federaliziral državo na dve ločeni republiki; to je bila tudi edina sprememba, ki je preživela konec praške pomladi. 
Reforme niso bile dobro sprejete pri Sovjetih, ki so po neuspelih pogajanjih poslali na Češkoslovaško več tisoč vojakov in tankov Varšavskega pakta ter okupirali državo. Medtem, ko je bilo po državi organiziranih več nenasilnih protestov, pa po izrecnih navodilih vlade Aleksandra Dubčka ni bilo nobenega vojaškega odpora. Narod je v tem času zajel velik emigrantski val. Češkoslovaška je ostala okupirana vse do leta 1990.
Po vdoru je država vstopila v obdobje normalizacije; politični nasledniki so povrnili politično in gospodarsko stanje, ki je prevladovalo pred prihodom Dubčka na čelo Komunistične partije. Gustáv Husák, prav tako Slovak, ki je leta 1969 zamenjal Dubčka kot vodja partije in kasneje (po umiku Ludvika Svobode leta 1975) postal še predsednik države, je v prvotno stanje povrnil skoraj vse Dubčkove reforme, z izjemo (vsaj formalne) federalizacije ČSSR, ki je bila z ustavnimi spremembami od začetka leta 1969 naprej sestavljena iz češke in slovaške republike.
Praška pomlad je postala ovekovečena v glasbi in literaturi, kot npr. v delih Karla Kryla in Milana Kundere (»Neznosna lahkost bivanja«).

## Ozadje
Proces destalinizacije na Češkoslovaškem se je začel pod Antonínom Novotným v zgodnjih 60. letih 20. stoletja nekoliko počasneje kot v večini preostalih socialističnih držav Vzhodnega bloka. Novotný je po zgledu Nikite Hruščova razglasil dovršitev socializma in novo ustavo, po kateri je država 1960 dobila ime Češkoslovaška socialistična republika (ČSSR). Spremembe so bile kljub temu počasne; rehabilitacija žrtev stalinizma, kot so bile tiste obsojene na Slánskyjevem procesu se je začela leta 1963, končala šele leta 1967. Ob rahljanju zakonov strogega režima je Društvo češkoslovaških pisateljev oprezno začelo uprizarjati nezadovoljstvo, v njihovem časopisu Literární noviny pa so člani predlagali, da bi morala literatura biti neodvisna od partijske doktrine.
Junija 1967 je majhna skupina čeških pisateljev začela simpatizirati z radikalnimi socialisti, zlasti z Ludvíkom Vaculíkom, Milanom Kundero, Janom Procházko, Antonínom Jaroslavom Liehmom, Pavlom Kohoutom in Ivanom Klímo. Nekoliko mesecev kasneje je bilo na partijskem srečanju odločeno o administrativnih dejanjih proti pisateljem, ki so odprto izrazili podporo reformam. Ker je ta prepričanja imela zgolj peščica ljudi v Društvu, je bilo ostalim članom zaupano discipliniranje njihovih kolegov. Nadzor nad časopisom Literární noviny in več drugimi založbami je bil prenesen na Ministrstvo za kulturo, te poteze so odobrili tudi člani partije, ki so kasneje postali glavni reformatorji, vključno z Dubčkom.
ČSSR je bila v tem obdobju podvržena gospodarskemu nazadovanju. Sovjetski model industrializacije je nanjo vplival bolj skromno. Država je bila že pred drugo svetovno vojno dokaj industrializirana, tako da je ta model deloval zgolj na manj razvite ekonomije. Poskus Novotnýja pri restrukturiranju gospodarstva - novi gospodarski model iz leta 1965 - je spodbudil naraščajoče zahteve tudi v političnih reformah.
Do leta 1967 je Antonín Novotný izgubil podporo. Prvi sekretar regionalne Slovaške komunistične partije Aleksander Dubček in ekonomist Ota Šik sta ga izzvala na zasedanju Centralnega komiteja, na katerem je Dubček med drugim povabil v Prago tudi sovjetskega voditelja Leonida Brežnjeva. Slednji je bil presenečen nad razsežnostjo opozicije proti Novotnýju in podprl njegovo odstranitev s položaja prvega sekretarja Partije. S 5. januarjem 1968 je na ta položaj prišel Aleksander Dubček. 22. marca 1968 je Novotný odstopil tudi s položaja predsednika države, na njegovo mesto pa je prišel Ludvík Svoboda, ki je kasneje odobril reforme.

## Liberalizacija in reforme
Češkoslovaška javnost ni vedela ničesar o znotrajpartijskih bojih. Zgodnjih znamenj sprememb je bilo le malo. Ko je član Prezidija Komunistične partije Josef Smrkovský podal intervju za Rudé Právo, je v članku "Kaj leži pred nami" vztrajal pri tem, da bo Dubčkovo imenovanje na januarskem Plenumu še nadalje sledilo ciljem socializma in vzdrževalo naravo delavskega razreda Komunistične partije.
Aprila je Dubček lansiral "program dejanj" liberalizacije, ki je vključeval naraščajočo svobodo tiska, govora in gibanja, z gospodarskim poudarkom na potrošno blago in možnost večstrankarske vlade. Program je bil osnovan na pogledu, da socializem ne more pomeniti le osvobajanja delavskega razreda, pač pa mora postaviti pogoje za polnejše osebnostno življenje kot katerakoli buržoazna demokracija. Program naj bi omejil tudi moč tajne policije in poskrbel za federalizacijo države na dva enakovredna naroda. Program je prav tako pokrival zunanjo politiko, vključujoč tako vzdrževanje dobrih odnosov z zahodnim svetom kot tudi sodelovanje s Sovjetsko zvezo in ostalimi komunističnimi državami. Govoril je o desetletni tranziciji, skozi katero bi bile omogočene demokratične volitve in nova oblika demokratičnega socializma bi nadomestila status quo.
Izvajalci osnutka Programa so bili pri tem pazljivi, da niso kritizirali dejanj povojnega komunističnega režima, le opozorili so na izživeto politiko. Na primer, povojni položaj je zahteval »centralistične in administrativne metode« za boj proti preostankom buržoazije." Ker so bili »nasprotujoči razredi« poraženi z doseženim socializmom, te metode niso bile več potrebne. Reforma je bila potrebna, tako Program, za češkoslovaško gospodarstvo, da se pridruži »znanstveno-tehnični revoluciji v svetu« in ne, da se naslanja na stalinistično težko industrijo, delavsko moč in surovine. Nadalje, ker so bili notranji razredni boji premagani, so lahko delavci sedaj polno nagrajeni za njihove kvalifikacije in tehnične spretnosti brez nasprotovanja marksizmu-leninizmu. Program je predlagal, da se mora nujno zagotoviti, da bodo pomembne pozicije »zapolnjene s sposobnimi, izučenimi socialističnimi strokovnimi kadri«, zato da se lahko tekmuje s kapitalizmom.
Čeprav je program dejanj bil dogovorjen, da se reforme izvajajo pod nadzorom Komunistične partije, pa je javni pritisk narekoval takojšnje reforme. Radikalni elementi so postali glasnejši: po formalni ukinitvi cenzure 26. junija 1968 se je v tisku pojavila proti-sovjetska polemika, socialni demokrati so začeli oblikovati ločeno stranko, ustanovljeni so bili novi neodvisni politični klubi. Partijski konzervativci so zahtevali represivne ukrepe, vendar je Dubček svetoval zmernost in dal ponovno poudarek na vodstvo Partije. Na Prezidiju Komunistične partije aprila je Dubček oznanil politični program »socializem s človeškim obrazom«.. V maju je naznanil, da bo 14. kongres Komunistične partije sklican 9. septembra. Kongres naj bi vključil program dejanj v statut Partije, osnoval Zakon o federalizaciji in izvolil novi Centralni komite.
Dubčkove reforme so zagotavljale svobodo tiska, prvič so bili dovoljeni politični komentarji v prevladujočih medijih. Ob upadu konkurenčnega izvoznega blaga v času praške pomladi so Dubčkove reforme načrtovale rešitev teh problemov z mešanjem planskega in tržnega gospodarstva. Znotraj Partije so bila mnenja okoli tega deljena, določeni ekonomisti so želeli bolj mešano gospodarstvo, medtem ko so drugi zahtevali pretežno ohranitev socialističnega gospodarstva. Dubček je nadaljeval s poudarkom na pomembnosti gospodarskih reform, da se nadaljujejo pod nadzorom Komunistične partije.
27. junija je Ludvík Vaculík, vodeči pisatelj in novinar, objavil manifest z naslovom "Dvatisoč besed". Izrazil je skrb okoli konzervativnih elementov znotraj Partije in tako imenovanih »tujih« sil. Vaculík je pozval ljudi k izvršitvi reformnega programa. Dubček, Prezidij, Nacionalna fronta in kabinet so ta manifest zaradi pretiranega napada na preteklost Komunistične partije zavrnili.

## Sovjetska reakcija
Začetna reakcija znotraj komunističnega bloka je bila mešana. Madžarski generalni sekretar János Kádár je podprl Dubčkovo imenovanje v januarju, vendar pa je Leonidu Brežnjevu in ostalim naraščala zaskrbljenost okoli reform, ki bi lahko oslabile položaj Bloka v času hladne vojne.
23. marca so voditelji »varšavskih pet« (ZSSR, Madžarska, Poljska, Bolgarija in Nemška demokratična republika) na srečanju v Dresdnu spraševali češkoslovaško delegacijo okoli načrtovanih reform in namignili, da bo kakršenkoli govor okoli demokratizacije naletel na njihove kritike. Władysław Gomułka in János Kádár sta bila manj zaskrbljena nad reformami kot takimi kot s skrbjo, da bi lahko položaj na Češkoslovaškem postal podoben »prologu v madžarsko kontrarevolucijo« leta 1956.
Sovjetsko vodstvo je poskušalo ustaviti oziroma omejiti spremembe na Češkoslovaškem skozi vrsto pogajanj. Sovjetska zveza je soglašala z bilateralnimi pogovori v juliju v Čierni nad Tisou (v bližini slovaško-sovjetske meje). Na srečanju je Dubček ob obljubi zavezništva z Varšavskim paktom in Svetom za vzajemno gospodarsko pomoč branil program reform. Vodstvo njegove Partije je bilo pri tem razdeljeno na odločne reformatorje (Josef Smrkovský, Oldřich Černík in František Kriegel), ki so podprli Dubčka, in konservativce (Vasil Biľak, Drahomír Kolder in Oldřich Švestka), ki so sprejemali protireformistične zahteve. Brežnjev se je odločil za kompromis. Delegati češkoslovaške partije so morali potrditi zavezanost Varšavskemu paktu in obljubiti krotitev protisocialističnih gibanj, preprečiti delovanje Češkoslovaške socialno demokratske stranke in izvršiti učinkovitejši nadzor nad tiskom. Sovjeti so se sporazumeli za umik svojih vojaških enot, ki so bile na Češkoslovaškem po manevrih v juniju in dovolili partijski Kongres za 9. september.
3. avgusta so se predstavniki ZSSR, Vzhodne Nemčije, Poljske, Madžarske, Bolgarije in ČSSR srečali v Bratislavi, kjer so podpisali deklaracijo. Slednja je potrdila neomajno zvestobo marksizmu - leninizmu in delavskemu internacionalizmu ter razglasila neizprosen boj proti buržoazni ideologiji ter vsem protisocialističnim silam. ZSSR je izrazila svojo namero o posredovanju v državi Varšavskega pakta, če bi bil »buržoazni« sistem v njej vzpostavljen. Po bratislavski konferenci so sovjetske enote zapustile ozemlje Češkoslovaške, vendar ostale vzdolž njenih meja.

### Invazija
Ko so se pogovori pokazali za nezadovoljive, zlasti po telefonskem pogovoru Brežnjeva z Dubčkom 13. avgusta, so se Sovjeti začeli pripravljati na vojaško posredovanje. Njihova politika izsiljevanja socialističnih vlad satelitskih držav k podrejanju njihovih nacionalnih interesov interesom Vzhodnega bloka (skozi vojaško prisotnost, če je potrebno) je postala znana kot doktrina Brežnjeva. V noči iz 20. na 21. avgust 1968 so vojske Vzhodnega bloka iz ozemlja štirih držav Varšavskega pakta - Sovjetske zveze, Bolgarije, Poljske in Madžarske - vdrle na ozemlje Češkoslovaške. Nasprotno od pričakovanj vzhodnonemške enote dejansko niso bile vpletene, ker tako Brežnjev kot poveljnik Varšavskega pakta Ivan Jakubovski nista želela evocirati spomina na nemško okupacijo Češkoslovaške v letu 1938. To noč je na ozemlje Češkoslovaške vdrlo 200.000 vojakov in 2.000 tankov Varšavskega pakta. Vojska je najprej okupirala praško mednarodno letališče Ruzyně, kjer je bila organizirana dodatna zračna pošiljka vojakov. Češkoslovaške sile so bile zaprte in obkoljene v svojih kasarnah, dokler je bila prisotna grožnja protinapada. Ob jutru 21. avgusta je bila Češkoslovaška okupirana.
Invazije se nista udeležili niti Romunija, niti Albanija, slednja se je sicer dejansko umaknila iz Varšavskega pakta že leta 1962, formalno-preventivno pa 1968 in sicer prav zaradi te invazije. Med napadom je bilo ubitih 72 Čehov in Slovakov, 266 težko ranjenih in 436 lažje ranjenih. Ob tem je Aleksander Dubček pozval svoje ljudi, naj se ne upirajo.
Čeprav je v noči invazije češkoslovaški Prezidij objavil vest o prehodu enot Varšavskega pakta preko meja ČSSR brez vednosti njegove vlade, pa je sovjetski tisk poročal o nepodpisani zahtevi, navedeni s strani češkoslovaške Partije in vodij države, k »takojšnji bratski pomoči, vključno s pomočjo vojske«. Na 14. kongresu češkoslovaške Komunistične partije (izvedenem tajno, kot posledica intervencije) je bilo poudarjeno, da noben član vodstva ni povabil sovjetske vojske k intervenciji. Novejši podatki nakazujejo, da so določeni člani Partije (Biľak, Švestka, Kolder, Indra in Kapek) poslali zahtevo za sovjetsko intervencijo. Invaziji je sledil nepredstavljiv val emigracije. Ob 70.000, ki so zbežali takoj, je sčasoma številka dosegla 300.000 emigrantov.
Sovjeti so pripisovali invazijo »Brežnjevi doktrini«, ki je navajala, da ima ZSSR pravico do intervencije, kadarkoli se v državi Vzhodnega bloka pojavi premik v smeri kapitalizma. Kljub temu še vedno obstaja določena negotovost, do katere provokacije, če sploh, lahko pride, da vojska Varšavskega pakta posreduje. Dnevi, ki so vodili do invazije, so bili prej mirno obdobje brez večjih dogodkov na Češkoslovaškem.

### Reakcije na invazijo
Na Češkoslovaškem so se proti invaziji vrstila številna spontana dejanja nenasilnega odpora. 19. januarja 1969 je študent Jan Palach v protest proti ponovni prepovedi svobode govora na Venceslavovem trgu v Pragi naredil samomor s samozažigom. Splošni odpor je ZSSR primoral k opustitvi prvotnega načrta o izgonu prvega sekretarja. Dubček, aretiran v noči 20. avgusta, je bil poslan v Moskvo na pogajanja. Tam je skupaj z več drugimi vodji podpisal Moskovski protokol. Sporazum je določal o njegovi vrnitvi v Urad in nadaljevanje programa zmernih reform.
25. avgusta so državljani ZSSR, ki niso odobravali invazije, protestirali na Rdečem trgu; osem protestnikov je pri tem odvilo zastave s protiinvazijskimi gesli. Demonstranti so bili aretirani in kasneje kaznovani.
Bolj izrazit učinek je dobil mesto v komunistični Romuniji, kjer je voditelj Nicolae Ceaușescu, že tako trdni nasprotnik sovjetskega vpliva in samozvani Dubčkov podpornik, v svojem govoru v Bukarešti na dan invazije z ostrimi besedami obsodil sovjetsko politiko. Finski predsednik Urho Kekkonen je bil prvi zahodni politik, ki je uradno obiskal Prago po avgustu 1968. Iz rok predsednika Ludvíka Svobode je 4. oktobra 1969 prejel najvišje državno odlikovanje. Portugalski komunistični vodja Álvaro Cunhal je bil eden redkih politikov zahodne Evrope, ki je podprl invazijo, skupaj s luksemburško komunistično partijo in konzervativno frakcijo grške komunistične partije.
Zahodne države so ponujale zgolj glasne kritike, ki so sledile okupaciji. V noči invazije so Kanada, Danska, Francija, Paragvaj, Združene države in Združeno kraljestvo zahtevale sestanek Varnostnega sveta Združenih narodov. Na njem je češkoslovaški veleposlanik Jan Muzik zavrnil invazijo. Sovjetski veleposlanik Jakov Malik je vztrajal pri tem, da so bila dejanja Varšavskega pakta »bratska pomoč« proti »antisocialnim silam«. Naslednji dan je več držav predlagalo resolucijo, ki bi obsodila intervencijo in pozivala na takojšen umik. Na glasovanju je bilo deset članov za, Alžirija, Indija in Pakistan so se vzdržale, nasprotovali pa sta ji ZSSR (z močjo veta) in Madžarska. Delegati Kanade so takoj po glasovanju predlagali naslednji predlog o napotitvi predstavnikov Združenih narodov v Prago, kjer bi delali v smeri izpustitve ujetih češkoslovaških voditeljev. Do 26. avgusta se glasovanje ni izvršilo, novi predstavnik ČSSR pa je zahteval umik celotnega problem iz dnevnega reda Varnostnega sveta. Vlada Združenih držav je poslala v Prago avgusta 1968 svojo predstavnico Shirley Temple Black, da bi se pripravila, da postane prva veleposlanica Združenih držav v svobodni Češkoslovaški. Le to ji je uspelo dve desetletji kasneje, ko je ČSSR tudi dejansko postala samostojna.

## Posledice
Aprila 1969 je Dubčka kot prvi sekretar nadomestil Gustáv Husák, z njim se je začelo tudi obdobje »normalizacije«. Dubček je bil izključen iz Komunistične partije, dana mu je bila služba gozdarskega uradnika.
Husák je zavrnil reforme, očistil Partijo liberalnih članov in odpustil iz javnih uradov profesionalno in intelektualno elito, ki je odprto izražala nasprotovanje političnemu preoblikovanju. Husák je delal na obnovitvi moči policijske oblasti in okrepil vezi z drugimi socialističnimi državami. Prav tako je iskal po ponovni centralizaciji gospodarstva. Ukinil je politične komentarje, prepovedal je tudi izjave vsakogar, ki ni bil smatran za »povsem zanesljivega politika«. Edina pomembna sprememba, ki je preživela, je bila federalizacija države, ki je leta 1969 vzpostavila Češko in Slovaško socialistično republiko.
Leta 1987 je sovjetski vodja Mihail Gorbačov priznal, da njegovi liberalni politiki glasnost in perestrojka veliko dolgujeta Dubčkovemu »socializmu s človeškim obrazom«. S padcem socializma v letu 1989 je Dubček postal predsednik zveznega zbora pod Havlovo administracijo. Ob njegovem vprašanju, v čem je razlika med praško pomladjo in reformami Gorbačova, je predstavnik Zunanjega ministrstva odgovoril: »Devetnajst let«.

### Kulturni vpliv
Praška pomlad je globoko streznila mnoge zahodne levičarje z marksistično-leninističnimi pogledi. Prispevala je k porastu evrokomunističnih idej v zahodnih komunističnih partijah, ki so iskale večjo distanco do Sovjetske zveze, kar je posledično pripeljalo do ločitve v številnih od teh skupin. Desetletje kasneje je obdobje kitajske politične liberalizacije postalo znano kot Pekinška pomlad. Delno je vplivala tudi na hrvaško pomlad v Jugoslaviji.
Dogodek se je odražal v ljudski glasbi (Karel Kryl, »Requiem«, Luboša Fišerja,, »Glasba za Prago 1968« Karla Huse). »They Can't Stop The Spring«, pesem irskega novinarja in pisca pesmi Johna Watersa, je predstavljala Irsko na Evroviziji v letu 2007. Waters jo je opisal kot »vrsto keltskega proslavljanja vzhodnoevropskih revolucij in njihovih končnih rezultatov« ob citiranju Dubčkovega komentarja: »They may crush the flowers, but they can't stop the Spring.«
Praška pomlad se je prav tako pojavila v literaturi. Milan Kundera je nastavil svoj roman "Neznosna lahkost bivanja" v čas praške pomladi.  Sledil je vračanju povečane sovjetske prisotnosti in diktaturi policije nad ljudstvom. Filmska verzija novele je bila izdana v letu 1988. "Osvoboditelji" Viktorja Suvorova je opis očividca invazije na Češkoslovaško, s pogledom sovjetskega poveljnika tankistov. Nagrajena igra "Rock 'n' Roll" režiserja Toma Stopparda se sklicuje na praško pomlad kot tudi na žametno revolucijo v letu 1989. Heda Margolius Kovály končuje svoje spomine "Pod kruto zvezdo" z mnenjem o Praški pomladi in posledični invaziji iz prve roke ter njenimi odzivi na te dogodke.
Številka 68 je postala ikona v nekdanji Češkoslovaški. Češki hokejist Jaromír Jágr je tako nosil to številko na dresu zaradi pomembnosti tega leta v češkoslovaški zgodovini. Nekdanja založba v Torontu, ki je izdajala knjige izgnanih čeških in slovaških pisateljev, je prevzela ime "68 Publishers".